# Liouville (cratère)
Ne doit pas être confondu avec Louville (cratère).
Liouville est un cratère lunaire situé à l'est de la face visible de la Lune. Il se trouve à l'est du cratère Respighi et à côté du grand cratère Dubyago.
Le cratère Liouville était avant 1973 un simple cratère satellite du cratère Dubyago sous la dénomination « Dubyago S ». Il a reçu, cette année-là, le nom du mathématicien français Joseph Liouville.